# La Brûlatte
La Brûlatte – miejscowość i gmina we Francji, w regionie Kraj Loary, w departamencie Mayenne.
Według danych na rok 1990 gminę zamieszkiwały 622 osoby, a gęstość zaludnienia wynosiła 41 osób/km² (wśród 1504 gmin Kraju Loary La Brûlatte plasuje się na 774. miejscu pod względem liczby ludności, natomiast pod względem powierzchni na miejscu 769.).